# Glorfíndel
Glorfíndel (que significa «cabells daurats» en sindarin) és un personatge fictici que pertany al llegendari creat per l'escriptor britànic J. R. R. Tolkien i que apareix en les seves novel·les El Silmaríl·lion i El Senyor dels Anells.
És un elf del llinatge dels Noldor, capità del regne de Gondolin i senyor de la Casa de la Flor Daurada durant la Primera Edat del Sol. Si bé va morir durant la destrucció d'aquest regne, se li va permetre tornar reencarnat en el seu propi cos i va habitar en Rivendell. En la Tercera Edat del Sol, va participar en la guerra contra el Rei Bruixot d'Àngmar i segles després va representar un menut paper en la Guerra de l'Anell.
Va ser un dels primers personatges creats per J. R. R. Tolkien per a la seva legendarium, perquè el seu origen es remunta a la primera història que va escriure, el conte sobre La caiguda de Gondolin, de 1917. Si bé al principi participava més en la història, el seu paper es va anar reduint conforme es resumia el conte, de manera que tan sols apareix breument en la versió definitiva publicada en El Silmaríl·lion per Christopher Tolkien.